# Koenigia mollis
Koenigia mollis es una especie de planta con flores asiática perteneciente a la familia del trigo sarraceno. El área de distribución nativa de esta especie es el subcontinente indio hasta el sur de China y el oeste de Malesia. Es una planta perenne y crece principalmente en el bioma templado.

## Usos
K. mollis es una de varias plantas en China usados en estudios de adaptabilidad de plantas pioneras potencialmente tolerantes que pueden sentar una base teórica para la restauración de la vegetación de los terrenos baldíos de las minas de estaño ácido y la remediación de suelos agrícolas contaminados con metales pesados.
Los brotes tiernos se cocinan como plant comestible o se encurten. Toda la planta es astringente.